# Estação de Watlington
A Estação de Watlington é a estação ferroviária que serve a vila de com o mesmo nome, no condado de Norfolk, Inglaterra.
| operavam             | Localização                                                                             | trens                         | Freqüência  |
| -------------------- | --------------------------------------------------------------------------------------- | ----------------------------- | ----------- |
| First Capital Direct | King's Lynn – Watlington – Downham Market – Littleport – Ely – Waterbeach – Cambridge – | Class 365 Class 317 Class 379 | 1x por hora |